# Кинонаграда MTV за лучшее перевоплощение
Список лауреатов и номинантов кинонаграды MTV в категории «Лучшее перевоплощение» (англ. Best On-Screen Transformation):
| Церемония | Год церемонии | Лауреат                                                         | Номинанты |
| --------- | ------------- | --------------------------------------------------------------- | --- |
| 21-я      | 2012          | Элизабет Бэнкс — «Голодные игры»                                | Руни Мара — «Девушка с татуировкой дракона» Джонни Депп — «Мачо и ботан» Мишель Уильямс — «7 дней и ночей с Мэрилин» Колин Фаррелл — «Несносные боссы»                             |
| 23-я      | 2014          | Джаред Лето — «Далласский клуб покупателей»                     | Кристиан Бейл — «Афера по-американски» Элизабет Бэнкс — «Голодные игры: И вспыхнет пламя» Мэттью Макконахи — «Далласский клуб покупателей» Орландо Блум — «Хоббит: Пустошь Смауга» |
| 24-я      | 2015          | Элизабет Бэнкс — «'Голодные игры: Сойка-пересмешница. Часть 1'» | Стив Каррел — «'Охотник на лис'» Эллар Колтрейн — «Отрочество» Эдди Редмэйн — «Вселенная Стивена Хоккинга» Зои Салдана — «Стражи Галактики»                                        |